# 平基綱
平 基綱（たいら の もとつな）は、平安時代後期の貴族・歌人。桓武平氏高棟流、紀伊守・平教成の子。官位は従五位下・伊勢守。

## 経歴
康和4年（1102年）の放生会にて藤原忠実の使いとして馬を献上しているが、このとき伊勢守在任中であった。その他に蔵人を務め、従五位下に至った。
父・教成・叔父・棟仲共に歌人であり、勅撰和歌集には『金葉和歌集』に1首が入集する。

## 系譜
- 父：平教成
- 母：不詳
- 妻：不詳
  - 男子：平家能